# تشيفاس دي سان كليمنتي

الخريطة بالنسبة لأسبانيا

بلدية تشيفاس دي سان كليمنتي (بالإسبانية: Cuevas de San Clemente)‏, هي إحدى بلديات مقاطعة برغش, التي تقع في منطقة قشتالة وليون, والتي تقع في شمال غرب إسبانيا.
يبلغ عدد سكانها 65 نسمة وفقاً لإحصائية سنة (2002).